# TV Asahi
TV Asahi Corporation (株式会社テレビ朝日, Kabushiki-Gaisha Terebi Asahi) (TYO: 9409), também conhecido como Tele-EX e Asa (テレ朝, Tere Asa), é uma rede de televisão com sede em Roppongi, Minato, Tóquio, Japão. A empresa escreve o seu nome em letras minúsculas, TV Asahi, no seu logotipo e as parcerias público-imagem materiais. A empresa também é proprietária de  All-Nippon News Network.

## Sede
Em 2003, a sede da empresa mudou-se para um novo edifício concebido por Fumihiko Maki. O endereço é: 6-9-1 Roppongi, Minato, Tóquio, Japão.

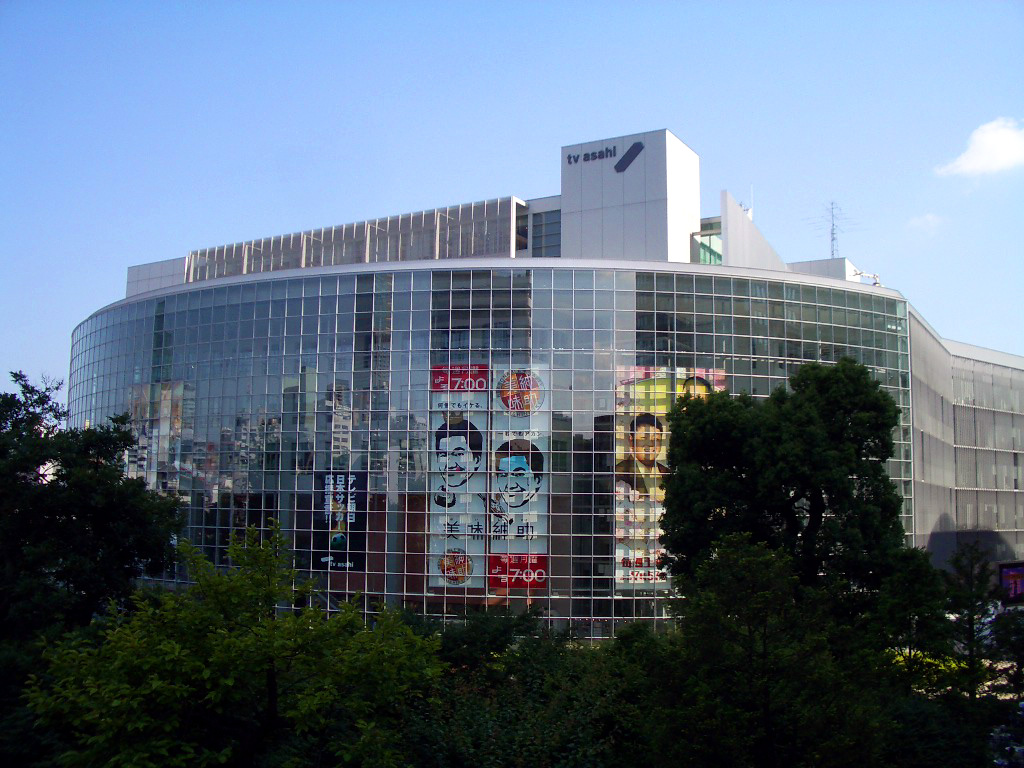
Sede da TV Asahi em Roppongi.

## História
TV Asahi começou como Nihon Educational Television Co., Ltd. (株式会社日本教育テレビ, Kabushiki-Gaisha Nihon Kyōiku Terebi), em 1 º de novembro, 1957. Foi criado como um canal de televisão educativa com fins lucrativos. A sua licença de radiodifusão exigia que a rede dedicasse pelo menos 50% do tempo de antena a programas educativos, e pelo menos 30% do tempo para programas educativos para crianças.
No entanto, o modelo de televisão educacional com fins lucrativos provou ser um fracasso. Em 1960, a NET começou a transformar-se num canal generalista, começando a difundir anime e filmes estrangeiros. Para cumprir as exigências da sua licença, NET justificou a transmissão desses programas sob o pretexto de "estimular as emoções das crianças" (子供の情操教育のため Kodomo no jōsō kyōiku no tame) e "introduzir culturas estrangeiras" (外国文化の绍介 Gaikoku bunka no shōkai). Ao mesmo tempo, NET mudou o seu nome de "Nihon Televisão Educativa" para "NET TV" (NETテレビ).
Sete anos mais tarde, em 1967, NET transmitiu o seu primeiro programa a cores. A sua transformação num canal de televisão generalista continuou com a estreia, em abril de 1971, da série tokusatsu de super-heróis Kamen Rider, por Shotaro Ishinomori e a Toei Company. Esta série tornou o canal num sucesso nacional. Na primavera de 1975, estreou outra série do género tokusatsu, Super Sentai. Os anos 70 na NET foram marcados por clássicos da animação que foram exportados para outros países.
A transformação de NET num canal de televisão generalista concluiu em novembro de 1973, quando NET, juntamente com o canal educativo "Tokyo Channel 12" (agora TV Tokyo) solicitou e recebeu uma licença de transmissão geral. NET alterou o seu nome para "NET Televisão Geral" (総合局NET), e depois para "Asahi National Broadcasting Company, Limited" (全国朝日放送株式会社, Zenkoku Asahi Hōsō Kabushiki-gaisha, frequentemente chamada "TV Asahi") em 1 de abril, 1977.
Em 1996, a TV Asahi estabeleceu o All-Nippon News Network (ANN) (オールニッポンニュースネットワーク, oru Nippon Nyūsu Nettowāku), e iniciou uma série de reformas, incluindo a unificação de todos os estilos de apresentação das suas redes regionais e a criação de um novo logotipo para dar a Asahi a aparência de uma rede nacional de televisão. Em 1 de outubro de 2003, a TV Asahi transferiu a sua sede do seu estúdio de Ark Hills para Roppongi Hills, e a estação foi renomeada "TV Asahi Corporation", com o nome apresentado como "tv asahi" no ecrã.
A transmissão de competições aquáticas internacionais, jogos de futebol da Copa do Mundo e a criação de programas noturnos populares contribuiram para o aumento das audiências da TV Asahi, levantando a estação do seu popularmente ridicularizado "perpétuo quarto lugar", fazendo-a terminar em segundo lugar, atrás de Fuji Television, em 2005.
A TV Asahi possui um mascote, o Gō EX Panda (ゴーエクスパンダ Gō Ekkusu Panda), também conhecido por Gō-chan (ゴーちゃん).

## Radiodifusão televisiva
Desde 2004, o financiamento desta estação é através de patrocínios.

## Analógica
JOEX-TV - TV Asahi TV Analógica (テレビ朝日アナログテレビジョン)
- Tokyo Tower - VHF Canal 10

Tóquio
- Hachioji - Canal 45
- Tama - Canal 57

Ilhas de Tóquio
- Chichijima - Canal 59

Ibaraki
- Mito - Canal 36
- Hitachi - Canal 60

Tochigi
- Utsunomiya - Canal 41

Gunma
- Maebashi - Canal 60

Saitama
- Chichibu - Canal 38

Chiba
- Narita - Canal 59
- Tateyama - Canal 60

Kanagawa
- Yokohama-Minato - Canal 60
- Yokosuka-Kurihama - Canal 35
- Hiratsuka - Canal 41

Okinawa
- Kita-Daito - Canal 48
- Minami-Daito - Canal 60

## Digital
- Tokyo Tower - canal 24 UHF
- Ibaraki - canal 24 UHF
- Mito - canal 17 UHF
- Tochigi - canal 17 UHF
- Utsunomiya - canal 17 UHF
- Gunma - canal 17 UHF
- Maebashi - canal 43 UHF
- Kanagawa - canal 43 UHF
- Hiratsuka - canal 24 UHF

## Redes
- Com sede em Osaka, difundidos na área Kansai: Asahi Broadcasting Corporation, Canal 6 Analógico, Digital Canal 15 [ID: 6]
- Com sede em Nagoya, difundidos na Chukyo área: Mētele, Analog Canal 11, canal digital 22 [ID: 6]
- Com sede em Sapporo, em Hokkaido difundidos: Hokkaido Televisão, Canal 35 Analógico, Digital Canal 23 [ID: 6]
- Sediada em Aomori, transmitida em Aomori Prefeitura: Asahi Broadcasting Aomori, Analog Canal 34, canal digital 32 [ID: 5]
- Sediada em Morioka, difundiram em Iwate Prefecture: Iwate Asahi TV, Canal 31 Analógico, Digital Canal 22 [ID: 5]
- Com sede em Sendai, em Miyagi Prefeitura difundidos: Higashinippon Radiodifusão, Analog Canal 32, canal digital 28 [ID: 5]
- Sediada em Akita, transmitida em Akita Prefeitura: Akita Asahi Broadcasting, Analog Canal 31, canal digital 29 [ID: 5]
- Sediada em Yamagata, difundidos em Yamagata Prefeitura: Yamagata Television System, Analog Canal 38, canal digital 18 [ID: 5]
- Entre outros lugares, como Koriyama, Niigata, Kanazawa, Nagano, Shizuoka, Hiroshima, Yamaguchi, Takamatsu, Matsuyama, Fukuoka, Nagasaki, Kumamoto, Oita, Kagoshima e Naha.